# Santa Monica (Californien)
 For alternative betydninger, se Santa Monica. (Se også artikler, som begynder med Santa Monica)
Santa Monica er en kystby i det vestlige Los Angeles County, Californien, USA. Byen er opkaldt efter den den kristne helgen Sankt Monica.
Santa Monica er hjemsted for mange Hollywood-berømtheder og direktører og er en blanding af velhavende parcel-kvarterer, lejligheder, surfere, fagfolk og studerende. I 2010 havde byen 89.736 indbyggere.
Dels på grund af sit behagelige klima, er Santa Monica blevet en berømt ferieby siden begyndelsen af det 20. århundrede. Byen har oplevet et regulært boom siden slutningen af 1980'erne gennem revitalisering af dens downtown og en betydelig vækst i beskæftigelsen og en øget turisme. Vejret i Santa Monica er mildt med over 300 solskinsdage pr. år, og om vinteren ligger temperaturen i gennemsnit på behagelige 20 grader.
Den 5 km. lange Santa Monica Beach er kendt fra flere tv-serier som bl.a. Baywatch, ligeledes er Santa Monica Pier med forlystelsesparken Pacific Park.